# Löwendorfer Berg
Der Löwendorfer Berg, auch Vorderer Löwendorfer Berg, ist eine 103 Meter hohe Erhebung in Trebbin, einer amtsfreien Stadt im Landkreis Teltow-Fläming in Brandenburg. Er liegt rund vier Kilometer südsüdöstlich der Glauer Berge im namensgebenden Ortsteil Löwendorf.

## Geschichte

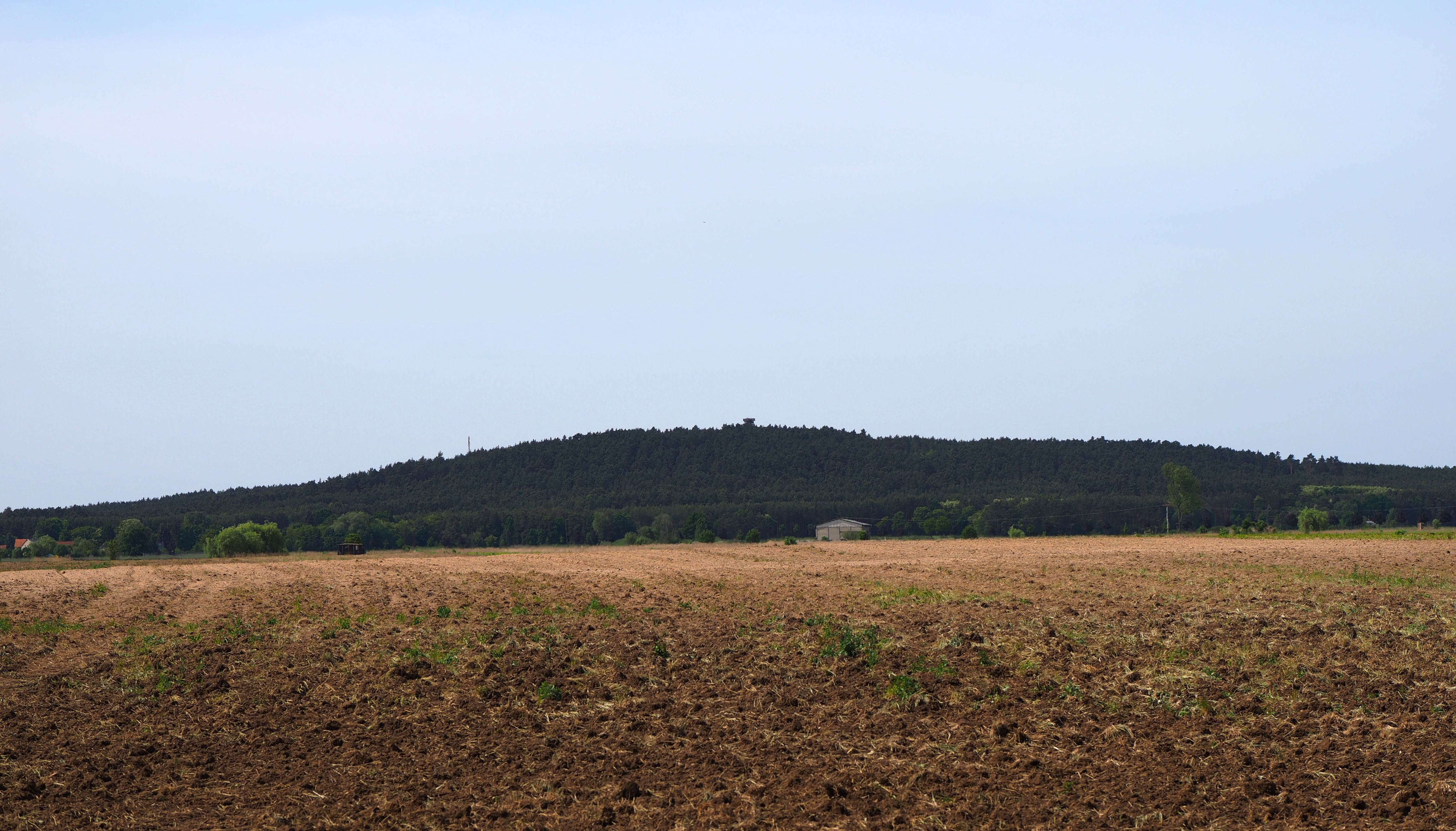
Löwendorfer Berg mit Aussichtsturm von der Nuthe im Norden aus gesehen

Die Erhebung entstand vor rund 20.000 Jahren am Ende der Weichsel-Eiszeit. Zwischen der Endmoräne Fläming, dem südlich vorgelagerten Baruther Urstromtal sowie dem nördlich gelegenen Berliner Urstromtal lagerten sich Geröll, Mergel und Sand zuletzt infolge der Weichseleiszeit ab. Der Löwendorfer Berg bildet dabei die höchste Erhebung im heutigen Naturpark Nuthe-Nieplitz. Er diente in den 1920er Jahren für den Segelflugbetrieb, bevor der Flugplatz Schönhagen gebaut wurde: Mit Hilfe von Gummiseilen starteten Gleitflugzeuge von der Bergkuppe. Nach dem Zweiten Weltkrieg befand sich auf dem ostseitigen Hang eine Skischanze aus Holz auf der bis in die späten 1960er Jahre lokale Wettkämpfe ausgetragen wurden. Von der Schanze gibt es keine Spuren mehr. Der betreffende Teil des Berges wird jedoch bis heute bei günstiger Witterungslage als Rodelberg genutzt. Der Berg ist über eine blaue Markierung von Löwendorf aus erreichbar und Teil des Europäischen Fernwanderwegs E10 sowie Bestandteil der Tour 16 der 66-Seen-Regionalparkroute.

## Aussichtsturm
Mit Mitteln des Europäischen Sozialfonds errichtete die Stadt mit Hilfe eines ortsansässigen Dachdeckers in den Jahren 2011 und 2012 einen 21,7 Meter hohen Aussichtsturm. Dabei wurden 60 m³ Lärchenholz und rund 17 Tonnen Stahl verbaut. Die Kosten beliefen sich auf rund 190.000 Euro. Er wurde am 10. Juni 2012 eingeweiht. 
Insgesamt 112 Stufen führen über sieben Etagen zu einer Aussichtsplattform. Dort zeigen kleine Schilder aus Messing einige Landmarken, die von dort aus zu erkennen sind. Ein weiteres Schild zeigt in Richtung Weil am Rhein, das die Partnerstadt von Trebbin ist.
Im Dezember 2021 wurde die Aussichtsplattform sowie die darunterliegende, oberste Zwischenebene gesperrt, da das Holz in diesem Bereich mit dem Gelben Porenschwamm befallen ist, wodurch die Stabilität der Konstruktion beeinträchtigt wird. Die notwendigen Sanierungskosten werden auf 100.000 Euro geschätzt. Aktuell ist der obere Teil des Turms gesperrt. Ein Aufstieg ist bis auf die fünfte Zwischenebene möglich. Der Blick über die Baumwipfel ist aus dieser Höhe eingeschränkt. (Stand: 2025)

## Sonstiges

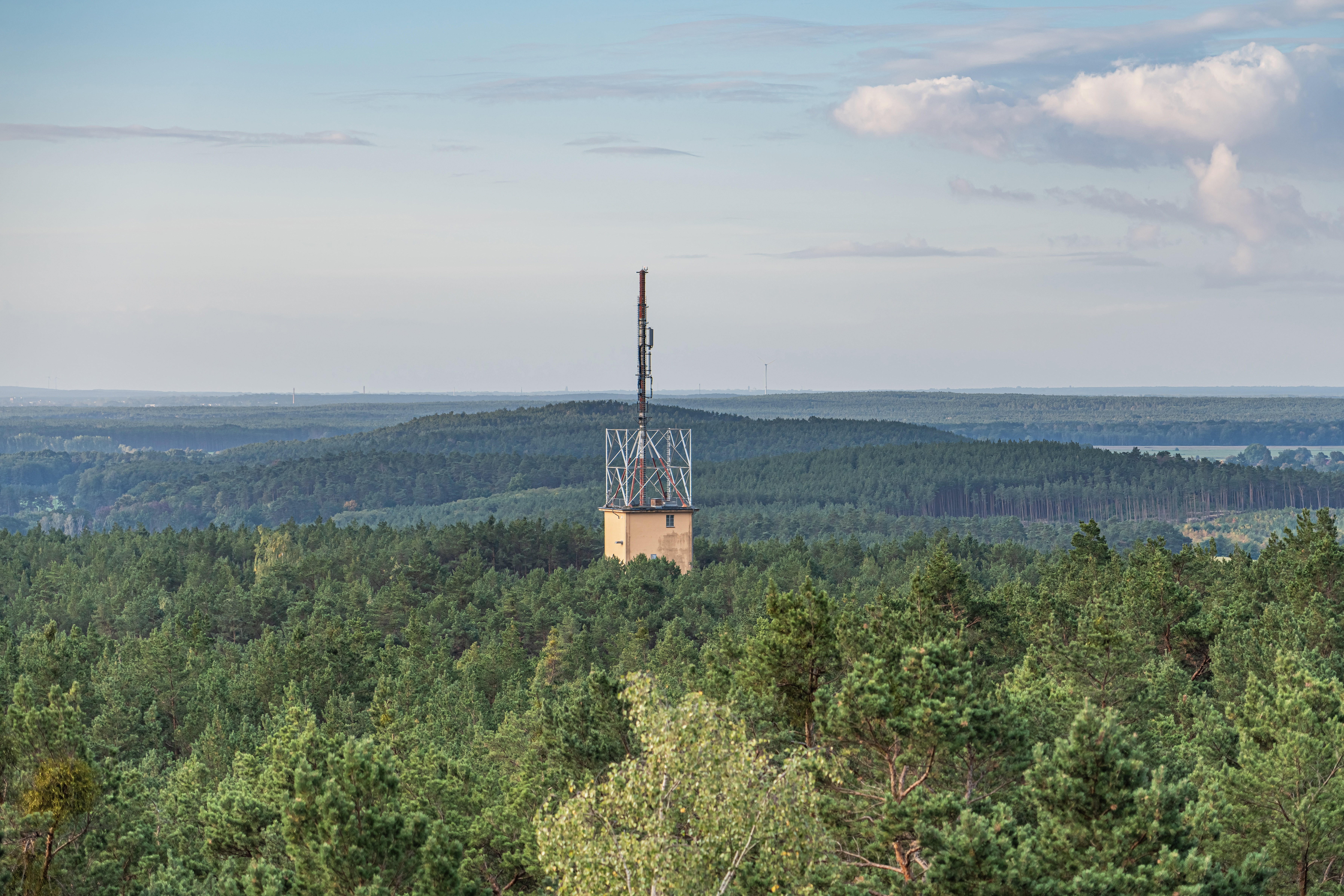
Hinterer Löwendorfer Berg mit A-Turm

Der Hintere Löwendorfer Berg (86 m NHN) befindet sich etwa 560 m südlich. Auf ihm steht ein A-Turm. Es ist ein Fernmeldeturm, errichtet in den 1950er Jahren als bemannte Richtfunkrelaisstation mit der Kennung 04A2 im Richtfunknetz der Partei (SED) der DDR. Das Netz sicherte Fernsprech- und Fernschreibverbindungen über die installierte Richtfunk- und Vermittlungstechnik mit dem Zentralkomitee der Partei, Bezirks- und Kreisleitungen der Partei. In den 1960er Jahren integrierte sich die NVA im Netz mit einer Vielzahl von Verbindungen zu Sonderobjekten. Per 1. Januar 1984 wurde das Netz der Deutsche Post (DDR) übergeben. Bis zur Wende 1990 nutzte die Nationale Volksarmee gegen Gebühr viele Richtfunkkanäle zur Sicherung der Landesverteidigung.